# Fresno el Viejo
Fresno el Viejo település Spanyolországban, Valladolid tartományban.  Lakosainak száma 836 fő (2024).

## Népesség
A település népessége az utóbbi években az alábbiak szerint változott:
| Lakosok száma | 1235 | 1182 | 1117 | 1076 | 990  | 967  | 927  | 885  | 860  | 836  |
|               | 2001 | 2004 | 2007 | 2009 | 2012 | 2014 | 2017 | 2019 | 2022 | 2024 |